# Boneau
Boneau – jednostka osadnicza w Stanach Zjednoczonych, w stanie Montana, w hrabstwie Chouteau.